# 厚別郵便局
厚別郵便局（あつべつゆうびんきょく）は、北海道札幌市厚別区にある郵便局。民営化前の分類では集配普通郵便局であった。

## 概要
住所：〒004-8799 北海道札幌市厚別区厚別中央2条5丁目1-1
新札幌副都心の一角に位置する。

## 沿革
- 1896年（明治29年）10月16日 - 厚別郵便局（三等）として開設[1]。
- 1900年（明治33年）11月21日 - 厚別郵便電信局となる。
- 1903年（明治36年）4月1日 - 通信官署官制の施行に伴い厚別郵便局となる。
- 1910年（明治43年）6月26日 - 石狩厚別郵便局に改称[2]。
- 19xx年 - 厚別郵便局に改称。
- 1964年（昭和39年）12月10日 - 電話交換事務を札幌東電報電話局に移管[3]。
- 1968年（昭和43年）11月10日 - 和文電報配達事務を札幌東電報電話局に移管。
- 1969年（昭和44年）8月1日 - 特定郵便局から普通郵便局に局種別改定。
- 1969年（昭和44年）10月 - 局舎新築落成。
- 1985年（昭和60年）9月2日 - 札幌市白石区厚別中央2条2丁目から、同区厚別中央2条5丁目に局舎を新築、移転。従来の局舎は日産ディーゼル北海道販売 の本社となる。
- 1985年（昭和60年）9月24日 - 郵便番号を061-01から004に変更。
- 1993年（平成5年）7月1日 - 外国通貨の両替および旅行小切手の売買に関する業務取扱を開始。同日、札幌真栄簡易郵便局の廃止に伴い、取扱業務を承継。
- 2007年（平成19年）10月1日 - 民営化に伴い、併設された郵便事業厚別支店に一部業務を移管。
- 2012年（平成24年）10月1日 - 日本郵便株式会社の発足に伴い、郵便事業厚別支店を厚別郵便局に統合。
- 2017年（平成29年）4月1日 - ゆうゆう窓口の24時間営業を廃止。
- 2017年（平成29年）6月25日-取り扱い郵便物に係る集中処理を道央札幌郵便局に移管。

## 取扱内容
- 郵便、印紙、ゆうパック、チルドゆうパック、内容証明
- 貯金、為替、振替、振込、国際送金、外貨両替、国債、投資信託
- 生命保険、バイク自賠責保険、自動車保険、がん保険、引受条件緩和型医療保険、変額年金保険
- 地方公共団体事務（札幌市敬老優待乗車証、札幌市家庭用指定袋の交付）
- ゆうちょ銀行ATM
- 札幌市厚別区・清田区内の集配業務
- ゆうゆう窓口

## 周辺
- 札幌市厚別区役所
- 厚別警察署
- 厚別消防署
- 厚別区体育館
- 札幌市青少年科学館
- サンピアザ水族館
- 厚別温水プール
- 国道12号（札幌江別通）
- 南郷通

## アクセス
- JR千歳線 新札幌駅から南へ約200m（徒歩約5分）
- 札幌市営地下鉄東西線 新さっぽろ駅から南西へ約200m（徒歩約4分）
- 北海道中央バス（白石営業所、大曲営業所）、ジェイ・アール北海道バス（空知線）青葉町2丁目にて下車
- 道央自動車道 大谷地ICから東へ、もしくは札幌南ICから北へそれぞれ約3km
- 駐車場あり：22台